# Superpuchar Hiszpanii w piłce siatkowej mężczyzn (2024)
Superpuchar Hiszpanii w piłce siatkowej mężczyzn 2024 – 27. edycja rozgrywek o Superpuchar Hiszpanii zorganizowana przez Królewski Hiszpański Związek Piłki Siatkowej (Real Federación Española de Voleibol, RFEVB). Mecz rozegrany został 28 września 2024 roku w hali Gran Canaria Arena w Las Palmas de Gran Canaria. Uczestniczyły w nim dwa kluby: mistrz Hiszpanii i zdobywca Pucharu Króla Hiszpanii w sezonie 2023/2024 – CV Guaguas Las Palmas oraz finalista Pucharu Króla Hiszpanii – Unicaja Costa de Almería.
Po raz trzeci, jednocześnie drugi raz z rzędu, zdobywcą Superpucharu Hiszpanii został CV Guaguas Las Palmas. Wliczając osiągnięcia zespołu CV Calvo Sotelo, za którego następcę uznaje się CV Guaguas, był to czwarty superpuchar w historii klubu. MVP spotkania wybrany został Miguel Ángel de Amo.

## Drużyny uczestniczące
| Drużyna                  | Osiągnięcia w sezonie 2023/2024                |
| ------------------------ | ---------------------------------------------- |
| CV Guaguas Las Palmas    | mistrzostwo i zdobycie Pucharu Króla Hiszpanii |
| Unicaja Costa de Almería | finał Pucharu Króla Hiszpanii                  |
| Źródło:                  |                                                |

## Mecz
Sobota, 28 września 2024 – 18:00 (UTC+1) • Gran Canaria Arena, Las Palmas de Gran Canaria
Widzów: 2700
Czas trwania meczu: 81 minut
Sędziowie: David Fernández i Francisco Sabroso
| CV Guaguas Las Palmas      | 3:0                          | Unicaja Costa de Almería |
| Francisco Wallysson 11 pkt | (25:18, 25:18, 25:10) raport | Juan González 13 pkt     |

| Poz.                 | Nr | Zawodnik               | 1          | 2           | 3           | 4 | 5 | Pkt |
| -------------------- | -- | ---------------------- | ---------- | ----------- | ----------- | - | - | --- |
| P                    | 1  | Nicolás Bruno          | 6 trzy     | 8 pięć      | 9 sześć     |   |   | 10  |
| A                    | 6  | Francisco Wallysson    | 5 dwa      | 7 cztery    | 8 pięć      |   |   | 11  |
| R                    | 7  | Miguel Ángel de Amo    | 8 pięć     | 4 jeden     | 5 dwa       |   |   | 4   |
| Ś                    | 12 | Jean-Pascal Diedhiou   | 4 jeden    | 6 trzy      | 7 cztery    |   |   | 7   |
| P                    | 14 | Tomas Rousseaux        | 9 sześć    | 5 dwa       | 6 trzy      |   |   | 10  |
| Ś                    | 18 | Martín Ramos           | 7 cztery   | 9 sześć     | 4 jeden     |   |   | 10  |
| L                    | 8  | Unai Larrañaga         | L          | L           | L           |   |   |     |
| Zmiany               |    |                        |            |             |             |   |   |     |
| P                    | 10 | Jorge Almansa          |            | 21 zmiana12 | 23 zmiana14 |   |   |     |
| A                    | 11 | Juan Pablo Moreno      |            |             | 15 zmiana6  |   |   | 6   |
| P                    | 20 | Leonardo Alexsander    |            |             | 10 zmiana1  |   |   | 1   |
| Ś                    | 23 | Aleksiej Nałobin       |            |             | 27 zmiana18 |   |   |     |
| R                    | 27 | Ángel Trinidad de Haro | 16 zmiana7 |             | 16 zmiana7  |   |   | 1   |
| Nie weszli na boisko |    |                        |            |             |             |   |   |     |
| L                    | 2  | Ezequiel Pérez         |            |             |             |   |   |     |
| Ś                    | 5  | Elio Montesdeoca       |            |             |             |   |   |     |
| Trener               |    |                        |            |             |             |   |   |     |
| Sergio Camarero      |    |                        |            |             |             |   |   |     |

| Poz.                 | Nr | Zawodnik             | 1        | 2          | 3        | 4 | 5 | Pkt |
| -------------------- | -- | -------------------- | -------- | ---------- | -------- | - | - | --- |
| P                    | 4  | Juan González        | 4 jeden  | 8 pięć     | 7 cztery |   |   | 13  |
| A                    | 6  | Alaka'i Todd         | 9 sześć  | 7 cztery   | 6 trzy   |   |   | 6   |
| Ś                    | 8  | Jorge Fernández      | 7 cztery | 5 dwa      | 4 jeden  |   |   | 5   |
| Ś                    | 12 | Aleix Tarrazo        | 8 pięć   | 6 trzy     | 5 dwa    |   |   | 3   |
| Ś                    | 14 | Borja Ruiz           | 5 dwa    | 9 sześć    | 8 pięć   |   |   | 3   |
| R                    | 17 | Paulo Renan          | 6 trzy   | 4 jeden    | 9 sześć  |   |   |     |
| L                    | 5  | Francisco Fernández  | L        | L          | L        |   |   |     |
| Zmiany               |    |                      |          |            |          |   |   |     |
| P                    | 19 | Andrés Filip         |          | 15 zmiana6 |          |   |   |     |
| Nie weszli na boisko |    |                      |          |            |          |   |   |     |
| P                    | 15 | Dawit Chatcziperadze |          |            |          |   |   |     |
| R                    | 20 | Jaime Motos          |          |            |          |   |   |     |
| L                    | 22 | Alejandro Moya       |          |            |          |   |   |     |
| P                    | 23 | Carlos Jiménez       |          |            |          |   |   |     |
| Trener               |    |                      |          |            |          |   |   |     |
| Pablo Ruiz           |    |                      |          |            |          |   |   |     |

| GUA | Statystyki        | ALM |
| 75  | MAŁE PUNKTY       | 46  |
| 44  | ATAK              | 27  |
| 7   | SERWIS            | 2   |
| 9   | BLOK              | 1   |
| 15  | BŁĘDY PRZECIWNIKA | 16  |

## Wyjściowe ustawienia drużyn
| Wyjściowe ustawienie w 1. secie \| Diedhiou Wallysson Bruno Ramos de Amo Rousseaux González Ruiz Renan J. Fernández Tarrazo Todd \| |
| |
| Diedhiou Wallysson Bruno Ramos de Amo Rousseaux González Ruiz Renan J. Fernández Tarrazo Todd                                       |

| Diedhiou Wallysson Bruno Ramos de Amo Rousseaux González Ruiz Renan J. Fernández Tarrazo Todd |

| Wyjściowe ustawienie w 2. secie \| de Amo Rousseaux Diedhiou Wallysson Bruno Ramos Renan J. Fernández Tarrazo Todd González Ruiz \| |
| |
| de Amo Rousseaux Diedhiou Wallysson Bruno Ramos Renan J. Fernández Tarrazo Todd González Ruiz                                       |

| de Amo Rousseaux Diedhiou Wallysson Bruno Ramos Renan J. Fernández Tarrazo Todd González Ruiz |

| Wyjściowe ustawienie w 3. secie \| Ramos de Amo Rousseaux Diedhiou Wallysson Bruno J. Fernández Tarrazo Todd González Ruiz Renan \| |
| |
| Ramos de Amo Rousseaux Diedhiou Wallysson Bruno J. Fernández Tarrazo Todd González Ruiz Renan                                       |

| Ramos de Amo Rousseaux Diedhiou Wallysson Bruno J. Fernández Tarrazo Todd González Ruiz Renan |

Źródło: 

## Przebieg meczu

### Rozkład punktów
| GUA | ALM |
| --- | --- |
| 1   | 0   |
| 1   | 1   |
| 2   | 1   |
| 2   | 2   |
| 3   | 2   |
| 3   | 3   |
| 4   | 3   |
| 5   | 3   |
| 5   | 4   |
| 6   | 4   |
| 6   | 5   |
| 7   | 5   |
| 7   | 6   |
| 8   | 6   |
| 9   | 6   |
| 9   | 7   |
| 9   | 8   |
| 10  | 8   |
| 11  | 8   |
| 11  | 9   |
| 12  | 9   |
| 13  | 9   |
| 13  | 10  |
| 14  | 10  |
| 14  | 11  |
| 14  | 12  |
| 15  | 12  |
| 16  | 12  |
| 17  | 12  |
| 18  | 12  |
| 18  | 13  |
| 19  | 13  |
| 20  | 13  |
| 20  | 14  |
| 21  | 14  |
| 21  | 15  |
| 22  | 15  |
| 22  | 16  |
| 23  | 16  |
| 23  | 17  |
| 24  | 17  |
| 24  | 18  |
| 25  | 18  |

| GUA | ALM |
| --- | --- |
| 1   | 0   |
| 1   | 1   |
| 1   | 2   |
| 1   | 3   |
| 1   | 4   |
| 2   | 4   |
| 3   | 4   |
| 3   | 5   |
| 4   | 5   |
| 4   | 6   |
| 5   | 6   |
| 5   | 7   |
| 6   | 7   |
| 6   | 8   |
| 7   | 8   |
| 7   | 9   |
| 8   | 9   |
| 9   | 9   |
| 10  | 9   |
| 11  | 9   |
| 12  | 9   |
| 13  | 9   |
| 13  | 10  |
| 13  | 11  |
| 13  | 12  |
| 13  | 13  |
| 14  | 13  |
| 14  | 14  |
| 15  | 14  |
| 16  | 14  |
| 16  | 15  |
| 17  | 15  |
| 18  | 15  |
| 18  | 16  |
| 19  | 16  |
| 19  | 17  |
| 20  | 17  |
| 21  | 17  |
| 22  | 17  |
| 22  | 18  |
| 23  | 18  |
| 24  | 18  |
| 25  | 18  |

| GUA | ALM |
| --- | --- |
| 1   | 0   |
| 2   | 0   |
| 3   | 0   |
| 3   | 1   |
| 4   | 1   |
| 4   | 2   |
| 5   | 2   |
| 6   | 2   |
| 6   | 3   |
| 7   | 3   |
| 7   | 4   |
| 8   | 4   |
| 9   | 4   |
| 10  | 4   |
| 11  | 4   |
| 12  | 4   |
| 12  | 5   |
| 13  | 5   |
| 13  | 6   |
| 14  | 6   |
| 14  | 7   |
| 15  | 7   |
| 16  | 7   |
| 16  | 8   |
| 17  | 8   |
| 17  | 9   |
| 18  | 9   |
| 19  | 9   |
| 20  | 9   |
| 21  | 9   |
| 22  | 9   |
| 23  | 9   |
| 23  | 10  |
| 24  | 10  |
| 25  | 10  |

Źródło: 

### Zmiany i przerwy
| CV Guaguas Las Palmas | CV Guaguas Las Palmas | CV Guaguas Las Palmas | CV Guaguas Las Palmas | CV Guaguas Las Palmas | Unicaja Costa de Almería | Unicaja Costa de Almería | Unicaja Costa de Almería | Unicaja Costa de Almería | Unicaja Costa de Almería |
| Wynik                 | Out                   | Out                   | In                    | In                    | Wynik                    | Out                      | Out                      | In                       | In                       |
| --------------------- | --------------------- | --------------------- | --------------------- | --------------------- | ------------------------ | ------------------------ | ------------------------ | ------------------------ | ------------------------ |
| SET 1                 |                       |                       |                       |                       |                          |                          |                          |                          |                          |
| 24:17                 | 7                     | de Amo                | 27                    | de Haro               |                          |                          |                          |                          |                          |
| SET 2                 |                       |                       |                       |                       |                          |                          |                          |                          |                          |
| 15:14                 | 12                    | Diedhiou              | 10                    | Almansa               | 13:9                     | 6                        | Todd                     | 19                       | Filip                    |
| 16:15                 | 10                    | Almansa               | 12                    | Diedhiou              | 24:18                    | 19                       | Filip                    | 6                        | Todd                     |
| SET 3                 |                       |                       |                       |                       |                          |                          |                          |                          |                          |
| 14:6                  | 6                     | Wallysson             | 11                    | Moreno                |                          |                          |                          |                          |                          |
| 14:7                  | 7                     | de Amo                | 27                    | de Haro               |                          |                          |                          |                          |                          |
| 17:8                  | 14                    | Rousseaux             | 10                    | Almansa               |                          |                          |                          |                          |                          |
| 20:9                  | 1                     | Bruno                 | 20                    | Alexsander            |                          |                          |                          |                          |                          |
| 22:9                  | 18                    | Ramos                 | 23                    | Nałobin               |                          |                          |                          |                          |                          |

| Przerwa   | GUA   | ALM   |
| --------- | ----- | ----- |
| SET 1     |       |       |
| Przerwa 1 |       | 17:12 |
| Przerwa 2 |       | 21:14 |
| SET 2     |       |       |
| Przerwa 1 | 1:4   | 12:9  |
| Przerwa 2 | 13:13 | 21:17 |
| SET 3     |       |       |
| Przerwa 1 |       | 4:10  |
| Przerwa 2 |       | 7:16  |

Źródło: 

## Statystyki
| Nr      | Imię i nazwisko        | Sety | Pkt | Atak  | Atak | Atak  | Zagrywka | Zagrywka | Zagrywka | Blok | Blok    |
| Nr      | Imię i nazwisko        | Sety | Pkt | Próby | Pkt  | %Exc. | Próby    | Asy      | Asy/set  | Pkt  | Pkt/set |
| ------- | ---------------------- | ---- | --- | ----- | ---- | ----- | -------- | -------- | -------- | ---- | ------- |
| 1       | Nicolás Bruno          | 3    | 10  | 14    | 9    | 64,29 | 12       | 1        | 0,33     | 0    | —       |
| 6       | Francisco Wallysson    | 3    | 11  | 18    | 10   | 55,56 | 8        | 1        | 0,33     | 0    | —       |
| 7       | Miguel Ángel de Amo    | 3    | 4   | 0     | 0    | —     | 18       | 3        | 1,00     | 1    | 0,33    |
| 10      | Jorge Almansa          | 2    | 0   | 0     | 0    | —     | 2        | 0        | 0,00     | 0    | —       |
| 11      | Juan Pablo Moreno      | 1    | 6   | 5     | 5    | 100   | 6        | 0        | 0,00     | 1    | 0,33    |
| 12      | Jean-Pascal Diedhiou   | 3    | 7   | 5     | 4    | 80,00 | 10       | 0        | 0,00     | 3    | 1,00    |
| 14      | Tomas Rousseaux        | 3    | 10  | 11    | 8    | 72,73 | 10       | 1        | 0,33     | 1    | 0,33    |
| 18      | Martín Ramos           | 3    | 10  | 9     | 8    | 88,89 | 8        | 0        | 0,00     | 2    | 0,67    |
| 20      | Leonardo Alexsander    | 1    | 1   | 0     | 0    | —     | 1        | 1        | 1,00     | 0    | —       |
| 23      | Aleksiej Nałobin       | 1    | 0   | 0     | 0    | —     | 0        | 0        | —        | 0    | —       |
| 27      | Ángel Trinidad de Haro | 2    | 1   | 0     | 0    | —     | 0        | 0        | —        | 1    | 0,33    |
| Źródło: |                        |      |     |       |      |       |          |          |          |      |         |

| Nr      | Imię i nazwisko | Sety | Pkt | Atak  | Atak | Atak  | Zagrywka | Zagrywka | Zagrywka | Blok | Blok    |
| Nr      | Imię i nazwisko | Sety | Pkt | Próby | Pkt  | %Exc. | Próby    | Asy      | Asy/set  | Pkt  | Pkt/set |
| ------- | --------------- | ---- | --- | ----- | ---- | ----- | -------- | -------- | -------- | ---- | ------- |
| 4       | Juan González   | 3    | 13  | 25    | 13   | 52,00 | 7        | 0        | 0,00     | 0    | —       |
| 6       | Alaka'i Todd    | 3    | 6   | 15    | 5    | 33,33 | 6        | 0        | 0,00     | 1    | 0,33    |
| 8       | Jorge Fernández | 3    | 5   | 13    | 3    | 23,08 | 13       | 2        | 0,67     | 0    | —       |
| 12      | Aleix Tarrazo   | 3    | 3   | 5     | 3    | 60,00 | 8        | 0        | 0,00     | 0    | —       |
| 14      | Borja Ruiz      | 3    | 3   | 8     | 3    | 37,50 | 8        | 0        | 0,00     | 0    | —       |
| 17      | Paulo Renan     | 3    | 0   | 1     | 0    | 0,00  | 5        | 0        | 0,00     | 0    | —       |
| 19      | Andrés Filip    | 1    | 0   | 1     | 0    | 0,00  | 1        | 0        | 0,00     | 0    | —       |
| Źródło: |                 |      |     |       |      |       |          |          |          |      |         |